# Marató de TV3 contra les lesions medul·lars i cerebrals adquirides
La Marató de TV3 de 2010 es dedicà a la lluita contra les lesions medul·lars i cerebrals adquirides i la presentà Albert Om. Va tenir una audiència mitjana de 438.000 espectadors i d'un 21,2% de quota de pantalla. Aproximadament el 47% dels catalans, que equival a 3.262.000 de persones, van veure la Marató en algun moment del transcurs de les més de quinze hores de programa.

## La Marató
La Marató va començar a les deu del matí.

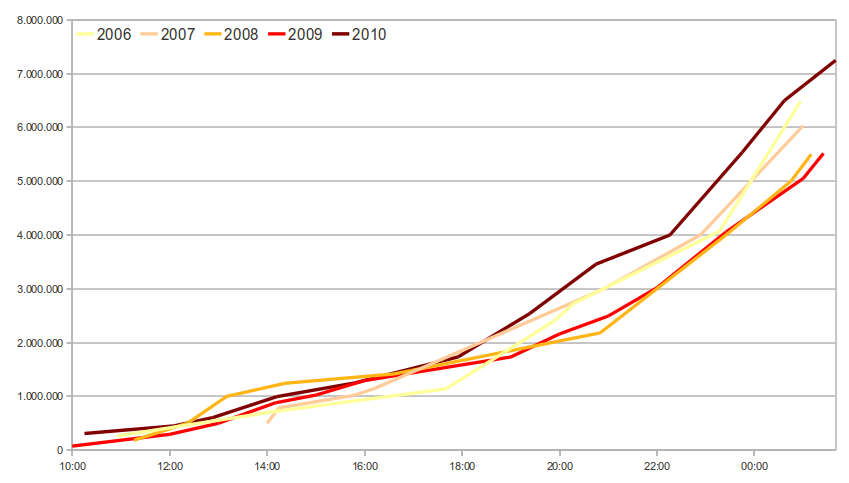
Comparativa de les donacions de la Marató entre 2006 i 2010.

| Núm | Hora             | Recaptació  | Notes |
| --- | ---------------- | ----------- | --- |
| 1   | 10:15            | 310.852 €   | Comença la Marató (diners ingressats abans de l'inici amb patrocinadors, donatius avançats, etc.).                                 |
| 2   | 12:05            | 451.477 €   | |
| 3   | 12:53            | 606.215 €   | |
| 4   | 14:12            | 996.160 €   | |
| 5   | 15:48            | 1.250.712 € | |
| 6   | 17:55            | 1.733.361 € | |
| 7   | 19:23            | 2.537.523 € | S'afegeixen al marcador els diners recaptats amb el Disc de la Marató 2010.                                                        |
| 8   | 20:45            | 3.458.525 € | |
| 9   | 22:18            | 4.000.210 € | |
| 10  | 23:46            | 5.536.110 € | |
| 11  | 00:37            | 6.500.142 € | |
| 12  | 01:40            | 7.246.114 € | Xifra històrica en el moment de tancar el marcador. Mai abans s'havien recaptat tants diners durant tot el dia que dura La Marató. |
| 13  | 14:30            | 7.385.625 € | Xifra donada durant el Telenotícies migdia de l'endemà.                                                                            |
| 14  | Recaptació final | 8.735.103 € | Recaptació final de la Marató de TV3 de l'any 2010, la més alta de la història.                                                    |

## El disc de La Marató 2010
El diumenge 12 de desembre amb els principals diaris venuts a Catalunya es podia comprar El disc de La Marató per un preu de 9 euros. Se'n van distribuir 150.000 exemplars que es van esgotar.
Els diaris que hi van participar són els següents: La Vanguardia, El Periódico de Catalunya, l'Avui, El Punt, l'Ara, Público, el Mundo Deportivo, l'Sport, el Diari de Tarragona, el Segre, el Diari de Girona i La Mañana.
El disc compta amb cançons conegudes versionades en català per artistes voluntaris.
| Cançó                        | Intèrpret                                    |
| ---------------------------- | -------------------------------------------- |
| 1. Seràs en el meu cor       | Montserrat Caballé i Montserrat Martí        |
| 2. Tard, tard, tard          | Wantun                                       |
| 3. Deixa córrer el riu       | Nina i Mikel Herzog                          |
| 4. Un pas més                | Companyia Elèctrica Dharma                   |
| 5. Missatge a l'ampolla      | Mojinos Escozíos                             |
| 6. Prop dels estels          | Beth                                         |
| 7. No miris enrere           | Els Amics de les Arts                        |
| 8. La nostra cançó           | Port-Bo i Septeto Santiaguero                |
| 9. Pas a pas                 | Neila Benbey                                 |
| 10. De vez en cuando la vida | Mel                                          |
| 11. Caminant                 | Macedònia                                    |
| 12. Ara estàs viu            | Quico el Célio, el Noi i el Mut de Ferreries |
| 13. Per sempre               | Ecos del Rocío                               |
| 14. L'àguila negra           | Martirio, Miralta, Colina i Sanbeat          |
| 15. Pols en el vent          | Els Cremats                                  |
| 16. Seré feliç               | Susanna Bey                                  |
| 17. Sintonia La Marató       | Ensemble Taller de Músics                    |

## Audiència
L'audiència mitjana durant les 15 hores va ser de 438.000 espectadors i un 21,2% de la quota de pantalla. En el total del dia, TV3 va registrar un 20,5% del share, cinc punts més que un dia normal. Durant el dia, un total de 3.262.000 catalans van veure un moment o altre la Marató, això representa un 47% de la població del Principat.
Paral·lelament, la pàgina web de La Marató va rebre més de 35.000 visitants únics i més de 150.000 pàgines vistes. El que representa un 1000% més que just el dia anterior a la gala.
Al grup del Facebook de la Marató es van assolir les 84.869 adhesions i l'etiqueta #maratotv3 va ser el trending topic de l'estat.